# アヌプリヤー・ゴーエンカー
アヌプリヤー・ゴーエンカー（Anupriya Goenka、1987年5月29日 - ）は、インドの女優、モデル。主にヒンディー語映画とテルグ語映画で活動している。

## 生い立ち
ウッタル・プラデーシュ州カーンプル出身。父ラヴィンドラ・クマール・ゴエンカは衣服業を営んでおり、母パシュパー・ゴエンカは専業主婦である。アヌプリヤーには2人の姉と1人の兄がいる。ニューデリー・サケートのギャン・バーラティ・スクールを修了し、デリー大学シャヒード・バガト・シン・カレッジに進学して商学士号を取得した。

## キャリア
2008年に女優になるためムンバイに移住した。アヌプリヤーはビジネス・セクターで働き始めるが、女優の夢との間で葛藤したという。後にモデル活動を始め、2013年に統一進歩同盟政権のバーラト・ニルマンのキャンペーンガールに選ばれ、2015年にはミントラの広告で初めてレズビアン女性を演じたインド人モデルとなり知名度を上げた。この他にコカ・コーラ、ガルニエ、ステイフリー、コタック・マヒンドラ銀行、ダバールなどのテレビコマーシャルに出演している。
2013年に短編映画『Worth the Kiss』で女優デビューし、同年公開の『Potugadu』で長編映画デビューした。その後『Bobby Jasoos』『Pathasala』『Dishoom』『Daddy』に出演してキャリアを積んだ。アヌプリヤーの著名な実績として、2017年に『タイガー 甦る伝説のスパイ』で演じた看護師プールナ役、2018年公開の『パドマーワト 女神の誕生』で演じた第一王妃ナグマティ役が挙げられており、ナグマティ役は批評家から高い評価を得た。

## フィルモグラフィー

### 映画

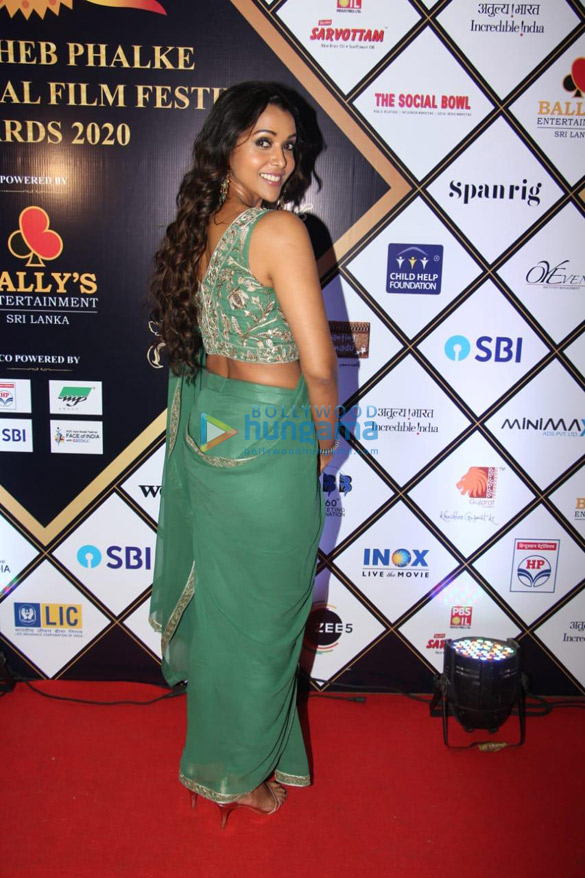
アヌプリヤー・ゴーエンカー

- Worth the Kiss（2013年）
- Potugadu（2013年） - マリー
- Bobby Jasoos（2014年） - アフリーン
- Pathasala（2014年） - サンディア
- Dishoom（2016年） - アリシュカ
- Vekh Baraatan Challiyan（2017年） - サロージ
- Daddy（2017年） - ヒルダ
- タイガー 甦る伝説のスパイ（2017年） - プールナ
- パドマーワト 女神の誕生（2018年） - ナグマティ
- あなたの名前を呼べたなら（2018年） - アンキタ
- Kissebaaz（2019年） - ナイナ
- WAR ウォー!!（2019年）

### テレビシリーズ
- Stories by Rabindranath Tagore（2015年）
- Sacred Games（2018年）
- The Final Call（2019年）
- Criminal Justice（2019年）